# لوسي كينيدي ميلر
لوسي كينيدي ميلر (1880-1962)، المعروفة أيضًا باسم السيدة جون أو ميلر، هي منادية أمريكية بارزة بحق المرأة في التصويت في القرن العشرين وأصبحت رئيسة اتحاد حق التساوي في التصويت في بيتسبرغ، بنسلفانيا وأول رئيسة لرابطة بنسلفانيا للناخبات (بلوف). في عام 1919، أطلقت عليها رابطة مواطنات ولاية بنسلفانيا (الاسم السابق لرابطة بلوف) لقب «المرأة التي يعود لها الفضل الأكبر، أكثر من أي امرأة أخرى بالفوز بحق المرأة في التصويت في كومنولث بنسلفانيا.
أصبحت ميلر، التي شاركت مع ماري إي بيكويل، في تأسيس مدرسة لمناصري حق المرأة في التصويت كانت تعين معلمين خرجين جامعة كلية بيتسبيرغ، أول امرأة تخاطب المجلس التشريعي لولاية بنسلفانيا على الإطلاق، بعد تصديق الجمعية العامة لولاية بنسلفانيا على التعديل التاسع عشر لدستور الولايات المتحدة في يونيو 1919. بالإضافة إلى ذلك، تعاونت مع أختها، إليزا كينيدي سميث، للكشف عن الفساد الحكومي في مدينة بيتسبرغ بين ثلاثينيات وخمسينيات القرن العشرين، وفضحتا الإنفاق المسرف ومنح عقود المدينة بشكل غير صحيح من قبل العمدة تشارلز إتش كلاين. أدى تحقيقهم إلى اتهام كلاين من قبل هيئة محلفين كبرى بارتكاب ثمانية وأربعين تهمة مخالفة وإدانته لاحقًا في عام 1932، التي أدت إلى الحكم عليه بالسجن لمدة ستة أشهر.

## السنوات التأسيسية
ولدت باسم لوسي بي كينيدي في 11 أكتوبر 1880، في برادوك، بنسلفانيا، وكانت لوسي كينيدي ميلر ابنة المدافعين عن حق المرأة في التصويت والمدافعين عن حقوق المرأة جيني إي (برينمان) كينيدي (1852-1930) وجوليان كينيدي (1852-1932) وهي شقيقة جوزيف ووكر كينيدي (1884-1950)؛ وجوليان كينيدي (1886-1955)؛ وهيو تروسديل كينيدي (1888-1989)؛ وإليزا جين كينيدي (1889-1964)، التي تزوجت لاحقا آر.تمبلتون سميث؛ وتوماس ووكر كينيدي (1894-1922). في وقت ما حوالي عام 1892، نقل والداها عائلة كينيدي من لاتروب، بنسلفانيا، حيث ولدت أختها إليزا، إلى بيتسبرغ.
تخرجت من مدرسة وينشستر ثورستون في بيتسبرغ، وتخرجت من كلية فاسار في عام 1902.
استمرت في الإقامة في منزل والديها في «شارع فوربس، بالقرب من مردوخ» في بيتسبرغ حتى الأربعاء 1 مايو 1907، عندما تزوجت من جون أوليفر ميلر. أقيم حفل الزفاف في منزل عائلتها، وقد ترأسه «القس الطبيب ويليام جي ريد، راعي الكنيسة المشيخية الأولى». كانت أختها، إليزا، مرافقتها الوحيدة بينما كان إخوتها جيه جيه كينيدي، وجوليان كينيدي جونيور، وتوماس ووكر كينيدي ثلاثة من سبعة مرشدين للعريس. كان شقيق ميلر، جي دي ميلر، هو الإشبين. أنجبا ثلاثة أطفال هم: جوليان كينيدي ميلر، وإليزا جين ميلر (1914-2007)، التي ولدت في 30 ديسمبر 1914، وأصبحت فنانة مشهورة؛ وباربرا ميلر شيفلر (1920-1957).

## حق التصويت والدفاع عن حقوق المرأة
بعد عامين من زواجها، انضمت لوسي كينيدي ميلر إلى حركة حق التصويت في بيتسبرغ. في البداية كانت حاضرة في اجتماعات حق التصويت، وبدأت في استضافة الأحداث التعليمية للشابات. ساعدت باعتبارها تصبح بشكل متزايد شخصية سلطة بارزة، في إنشاء جمعية الحقوق المتساوية لمقاطعة أليغيني (أعيدت تسميتها لاحقًا إلى اتحاد الحق المتساوي في التصويت لغرب بنسلفانيا)، لتصبح أمينة صندوق المنظمة ورئيستها في عام 1912.
في نفس العام، أصبحت لفترة وجيزة مساعدة محرر الأنباء المحلية في بيتسبرغ بوست عندما حصلت هي وخمسة عشر من دعاة حق التصويت الآخرين من اتحاد الحق المتساوي في الاقتراع في غرب بنسلفانيا على إذن من إدارة الصحيفة لكتابة وإنتاج طبعة 29 فبراير من الصحيفة. كتبت النساء الست عشرة، وفقًا لإليزا سميث براون، في «طبعة حق المرأة في التصويت قصصًا إخبارية ومقالات افتتاحية ومراجعات نقدية- وأجرين مقابلات وعرضن إنجازات النساء في الفن والموسيقى والدراما إلى جانب مساندات من المشاهير من السيدات الرائدات في ذلك الوقت». «تم في أحد الأخبار الترحيب بأول رابطة لحق النساء الملونات بالتساوي في حق التصويت في بيتسبرغ، لانضمامها إلى النضال.... أشارت أخبار حق التصويت من الخارج إلى حدوث تقدم في أكثر من 20 دولة». حصلت أوفيميا باكويل، وهي مساهمة منذ فترة طويلة في البريد، على وظيفة مديرة التحرير، كما تم تعيينها مسؤولةً عن غرفة الصحافة، التي كانت تحت إدارة الاتحاد الدولي للطباعة والصحفيين والمساعدين في أمريكا الشمالية. أصدر لها أمين سر الاتحاد، دبليو جي سميث، عضوية محدودة المدة «للعمل في غرفة الصحافة في بيتسبرغ صن» لتمتلك بذلك «جميع امتيازات الاتحاد في هذا اليوم الواحد». كتبت شقيقة أوفيميا ورئيسة الاتحاد ماري باكويل المقالات الافتتاحية والشعر بينما تولت جيني برادلي روسينغ ولوسي كينيدي ميلر التعامل مع مهام مكتب المدينة. في يوم الطباعة، «ألقت أوفيميا ذراع الرافعة الضخمة التي تحرك لفات الدوران وعجلات الطنين. وعندما خرجت أول ورقة رطبة من المطابع، أمسكت بها منتصرةً». تم بعدها إعطاء آلاف النساء حزم صحف لتوزيعها عن طريق «سيارات ليموزين وعلى الأقدام» في أنحاء بيتسبرغ. يشير براون إلى أن «الصحيفة احتوت على إعلانات محلية أكثر من أي صحيفة بيتسبرغ أخرى في ذلك اليوم، وكان تداولها هو الأعلى في تاريخ ذا صن».
أصبحت لوسي كينيدي ميلر فيما بعد رئيسة لاتحاد بنسلفانيا للمساواة في حق التصويت، مما رفع من مكانتها وجعلها نقطة اتصال رئيسية للصحفيين في تلك الحقبة التي كانوا يكتبون فيها عن حركة حق التصويت.
عندما سئلت، أثناء زيارتها مع مؤيدي حق التصويت من إيري، بنسلفانيا، في عام 1913، عن أسباب انضمامها إلى حركة حق التصويت، قالت: «نحاول خلال الـ14 عامًا الماضية الحصول على قانون لعمالة الأطفال في ولاية بنسلفانيا، والطريقة الوحيدة التي نستطيع من خلالها تحقيقه هي بأن نحصل على حق التصويت».
شاركت أيضًا، مع ماري باكويل، في تأسيس مدرسة لمناصري حق التصويت كانت توظف مدرسين من كلية جامعة بيتسبرغ، وفي عام 1914، ونظمت عرضًا كبيرًا للاحتفال بيوم التصويت. في عام 1915، ونيابةً عن حزب حق المرأة في التصويت، كتبت نداءً إلى ناخبي ولاية بنسلفانيا، وحثتهم على الضغط على مشرعيهم للتصديق على التعديل التاسع عشر.
بعد أربع سنوات تقريبًا، عندما صدقت الجمعية العامة لولاية بنسلفانيا على التعديل التاسع عشر لدستور الولايات المتحدة في يونيو 1919، أصبحت هي أول امرأة تخاطب المجلس التشريعي لولاية بنسلفانيا. قالت في تصريحاتها في ذلك اليوم:
«عندما منحت نيويورك نسائها حق التصويت في عام 1917 في خضم الابتهاج بالنصر، شعرت نساء بنسلفانيا بالاستياء من أن ولايتهن العظيمة لم تراه مناسبًا أن تحقق قدرًا متساويًا من العدالة لهن. لكنهم أدركوا جميعًا أن إقرار مشروع قانون الاستفتاء في ولاية نيويورك يعني انتصارًا سريعًا في الكونغرس لأنه، من خلال كسب هذه الولاية الأكبر في الاتحاد، يعني ذلك أن المدافعين عن حق التصويت يمكنهم ممارسة ضغط كافٍ على الكونغرس للنجاح في تحقيق عمليتهم.
تقف ولاية بنسلفانيا اليوم إلى جانب نيويورك حيث لأنها جعلت من خلال تصديقها اليوم، التصديق السريع الضروري لستة وعشرين ولاية ممكنًا. قبل عام، عندما أجرت السيدة كات، رئيسة الجمعية الوطنية لحق المرأة في التصويت، تحليلًا لإمكانيات التصديق، تم تصنيف ولاية بنسلفانيا على أنها الأصعب من بين الولايات الستة وعشرين الأخرى.
لقد انقلبت الموازين حتى الآن، وهذا يعني أنه عندما يخرج هذا المعقل الجمهوري العظيم للتصديق فإن جميع الدول الأخرى سوف تقف في الصف. علاوة على ذلك، فهذا يعني أن الديمقراطيين في الولايات الجنوبية سيضطرون إلى القيام بذات الشيء أيضًا، إلا إذا كانوا يتوقعون جائزة أصوات أكثر من 25 ألف امرأة ممن انتزع منهن حق التصويت مسبقًا في التصويتات الرئاسية عام 1920».
ذكرت تقارير أيضًا أن لوسي كينيدي ميلر قدمت لحاكم ولاية بنسلفانيا هدية تذكارية نقشت عليها حول الإنجاز التاريخي، بالإضافة إلى «اسمها، مسجلًا من أجل الأجيال القادمة، مع عدم وجود إشارة إلى حالتها الزوجية- فقط لوسي كينيدي ميلر».
خلال خريف نفس العام (1919)، قررت ميلر وقادة آخرون في جمعية بنسلفانيا لحق المرأة في التصويت أنه يجب تحديث اسم منظمتهم. أوضحت السيدة ناثانيال سبير، أمينة صندوق الحزب، سبب ذلك في خطاب ألقته في ديسمبر 1919 أمام حزب حق المرأة في التصويت في أليغيني، ووثقت الدور المهم الذي لعبته لوسي كينيدي ميلر في تأمين حق التصويت للنساء في جميع أنحاء ولاية بنسلفانيا:
«في فيلادلفيا يوم الاثنين 10 نوفمبر، أصبحت جمعية بنسلفانيا لحق المرأة في التصويت تسمى رابطة النساء المواطنات في ولاية بنسلفانيا. في هذه المناسبة، التي تبين نهاية عملنا كمدافعين عن حق التصويت وبداية عملنا كمواطنين، اعتقدت النساء الحاضرات أنه من المناسب الاعتراف علنًا بالامتنان للسيدة جون أو ميلر المرأة التي ندين لها، أكثر من أي أحد آخر، بانتصار قضيتنا في الدولة».
في ذلك الوقت، أصبحت لوسي كينيدي ميلر أول رئيسة لرابطة المواطنات في ولاية بنسلفانيا (الاسم السابق لرابطة الناخبات في ولاية بنسلفانيا).